# Hercostomus philpotti
Hercostomus philpotti är en tvåvingeart som beskrevs av Octave Parent 1933. Hercostomus philpotti ingår i släktet Hercostomus och familjen styltflugor. Inga underarter finns listade i Catalogue of Life.